# Atmosfera de la Lluna
L'atmosfera de la Lluna és molt tènue i insignificant en comparació amb la de la Terra: té menys d'una cent trilionèsima part de la densitat de l'atmosfera terrestre al nivell del mar. Per la gran majoria d'aplicacions pràctiques, es considera que la Lluna està envoltada per un buit.

## Composició
S'han detectat els elements sodi (Na) i potassi (K) per mitjà de mètodes espectroscòpics basats en la Terra, mentre que s'ha deduït la presència dels isòtops radó-222 i poloni-210 mitjançant dades obtingudes de l'espectròmetre de partícules alfa del Lunar Prospector. L'argó 40, heli-4, oxigen i/o metà (CH₄), nitrogen gas (N₂) i/o monòxid de carboni (CO), i diòxid de carboni (CO₂) foren identificats per detectors presents als vestits dels astronautes del programa Apollo.
L'abundància mitjana durant el dia dels elements coneguts en l'atmosfera lunar, en àtoms per centímetre cúbic, és la següent:
- Argó: 40.000

- Heli: 2.000-40.000

- Sodi: 70

- Potassi: 17

- Hidrogen: menys de 17

Això dona un total d'aproximadament 80.000 àtoms per centímetre cúbic, una quantitat lleugerament més elevada que la que es creu que hi ha a l'atmosfera de Mercuri. Tot i que supera de llarg la densitat del vent solar, que habitualment és de només uns quants protons per centímetre cúbic, és pràcticament un buit en comparació amb l'atmosfera terrestre.
De fet, sovint es considera que la Lluna manca d'atmosfera, car no pot absorbir quantitats mesurables de radiació, no sembla tenir capes o autocirculació i necessita ser reposada constantment a causa de l'alta velocitat en què l'atmosfera es perd a l'espai (el vent solar i la desgasificació no són parts principals de l'atmosfera de la Terra ni de cap atmosfera estable coneguda).
La Lluna també podria tenir una tènue "atmosfera" de pols levitada electroestàticament. Vegeu pols lunar per més detalls.